# Club Atlético de Madrid 2013-2014
Questa voce raccoglie le informazioni riguardanti il Club Atlético de Madrid nelle competizioni ufficiali della stagione 2013-2014.

## Stagione
La stagione 2013-2014 vede la 77ª partecipazione nella massima divisione spagnola e la 12ª di fila per l'Atlético Madrid, che conferma l'allenatore argentino Diego Simeone. La squadra di Madrid, dopo il 3º posto nel campionato precedente si qualifica direttamente alla fase a gironi della Champions League e, in qualità di vincitore della Coppa del Re, disputerà la Supercoppa di Spagna.
Il primo impegno ufficiale è la trasferta a Siviglia in campionato, che vede i Colchoneros guadagnare subito i tre punti, mentre solo tre giorni dopo si sarà giocata la gara di andata della Supercoppa di Spagna contro il Barcellona, vincitore della scorsa Primera División.

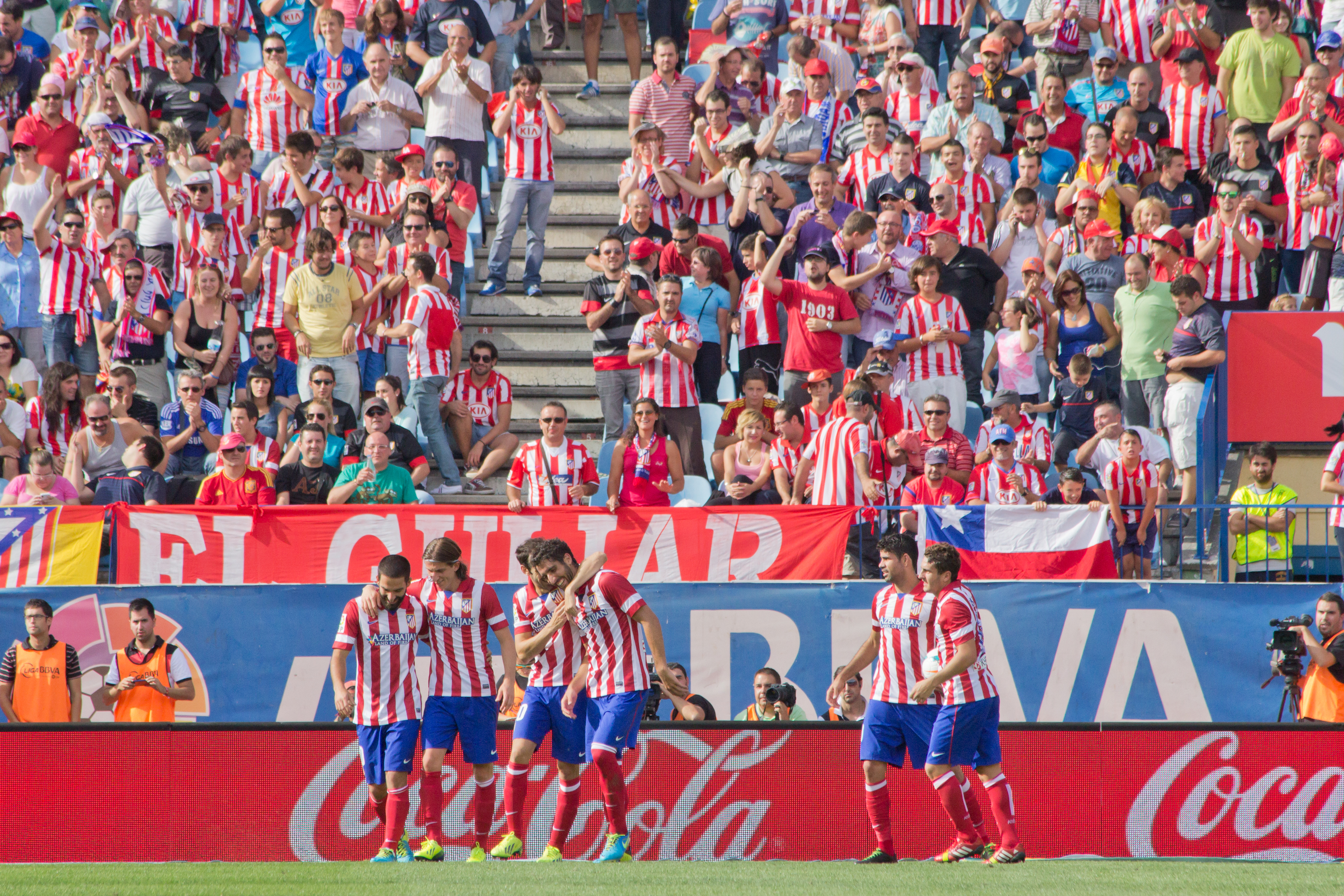
I colchoneros durante il match casalingo con l'Almería

 Il pareggio a reti inviolate del Camp Nou dà la vittoria agli azulgrana in virtù della regola dei gol in trasferta. Il 18 settembre ritorna a disputare un match di Champions League, dopo quattro anni di assenza dalla competizione, ospitando lo Zenit San Pietroburgo di San Pietroburgo. In campionato l'équipe di Simeone vince tutte le prime otto gare, subendo il primo stop il 19 ottobre a Barcellona contro l'Espanyol. Il 28 settembre, come già accaduto in finale di Coppa del Re l'anno precedente, l'Atlético vince al Bernabéu per 1-0 conquistando un risultato che in campionato mancava da 14 anni.
Il 6 novembre grazie alla vittoria per 4-0 contro l'Austria Vienna, i Colchoneros si qualificano matematicamente agli ottavi di Champions, classificandosi primi nel girone G. Il 23 novembre arriva la terza vittoria di un derby di Madrid (dopo Rayo Vallecano 5-0 e Real 0-1); stavolta a farne le spese è il Getafe che perde con un roboante 7-0. Con questa vittoria la squadra di Simeone sale in vetta al ranking UEFA con 138 570 punti. Il 7 dicembre inizia l'avventura, da campione in carica, in Coppa del Re contro i catalani del Sant Andreu, con l'Atleti che si impone in trasferta per quattro reti a zero. Con la vittoria per 2-0 sul Porto in casa, l'11 dicembre, l'Atlético chiude al primo posto il gruppo G e risulta essere la miglior squadra dei gironi.

Il 16 dicembre l'Atlético, nel sorteggio di Nyon, conosce l'avversario degli ottavi di Champions League, ossia il Milan. Con la squadra rossonera ci sono stati solo quattro precedenti, di cui solo uno in partite ufficiali che ha visto la vittoria degli italiani per 4-1 in Coppa Latina nel 1951. Vincendo in Coppa per 2-1 contro il Sant Andreu l'Atlético raccoglie la dodicesima vittoria consecutiva al Calderón e ottiene l'accesso agli ottavi dove incontrerà il Valencia. In campionato, la vittoria per 3-2 in casa con il Levante fa sì che il girone di andata sia stato il migliore mai disputato dalla squadra di Madrid da quando sono stati istituiti i tre punti per la vittoria.

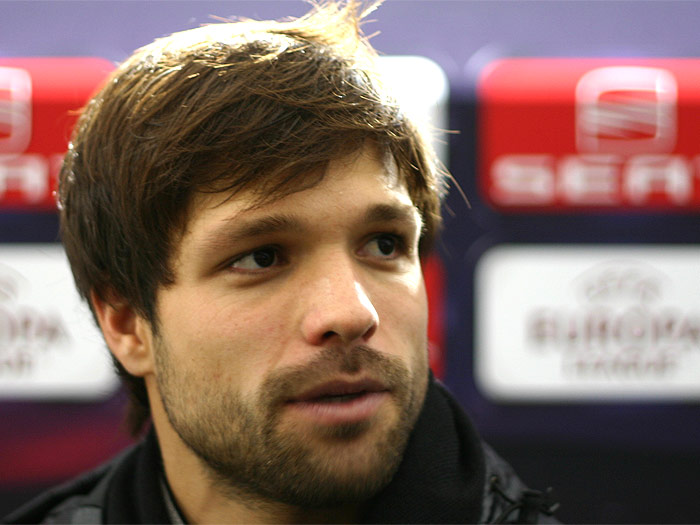
Diego Ribas, il colpo dell'anno nel mercato invernale

Con il pareggio a reti inviolate dell'11 gennaio contro il Barcellona, l'Atlético conclude il girone di andata conquistando 50 dei 57 punti disponibili, disputando così un girone di andata migliore dell'anno del doblete con una media di 2,7 punti a partita, contro i 2,33 del 1996. L'anno nuovo ha portato anche la qualificazione ai quarti di finale di Coppa del Re, avendo battuto il Valencia per tre reti a una tra andata e ritorno.
Il 29 gennaio il club raggiunge le semifinali di Coppa del Re, dopo aver sconfitto l'Athletic Bilbao con un risultato complessivo di 3-1, infliggendo la prima sconfitta stagionale tra le mura del nuovo San Mamés ai baschi. Il primo posto in solitaria, dopo 18 anni, arriva il 2 febbraio: la vittoria per 4-0 contro la Real Sociedad e lo svarione interno del Barcellona con il Valencia proiettano l'Atlético a tre punti dalle inseguitrici. In Coppa del Re l'Atlético viene eliminato in semifinale con un risultato complessivo di 5-0 dal Real Madrid. Nella Liga con lo stop di Almería i Colchoneros perdono la vetta solitaria; le tre sconfitte consecutive scandiscono un momento nero per l'Atlético in cui ha inanellato la peggior serie di risultati dall'inizio della stagione.
Gli ottavi di Champions cominciano bene per i Rojiblancos che espugnano lo stadio Giuseppe Meazza di Milano per 1-0 e vincono al Calderón 4-1, guadagnando così il pass per i quarti. In Campionato alla 26ª giornata l'Atlético è terzo, ma la vittoria a Vigo per due reti a zero contro il Celta Vigo riporta i Colchoneros al secondo posto, sempre a tre lunghezze dal Real. Il 21 marzo, l'Atlético conosce l'avversario che affronterà ai quarti di Champions: i catalani del Barcellona, in un derby tutto spagnolo. In campionato, con la vittoria esterna a Siviglia per 2-0 contro il Betis, l'Atleti ritorna in vetta approfittando della contemporanea sconfitta interna del Real. Tre giorni dopo, battendo il Granada per 1-0, l'Atlético balza da solo al primo posto staccando il Real che perde a Siviglia. È Diego Costa, col 24º gol in campionato, che affonda il Granada e realizza il 100º gol stagionale dell'Atlético.

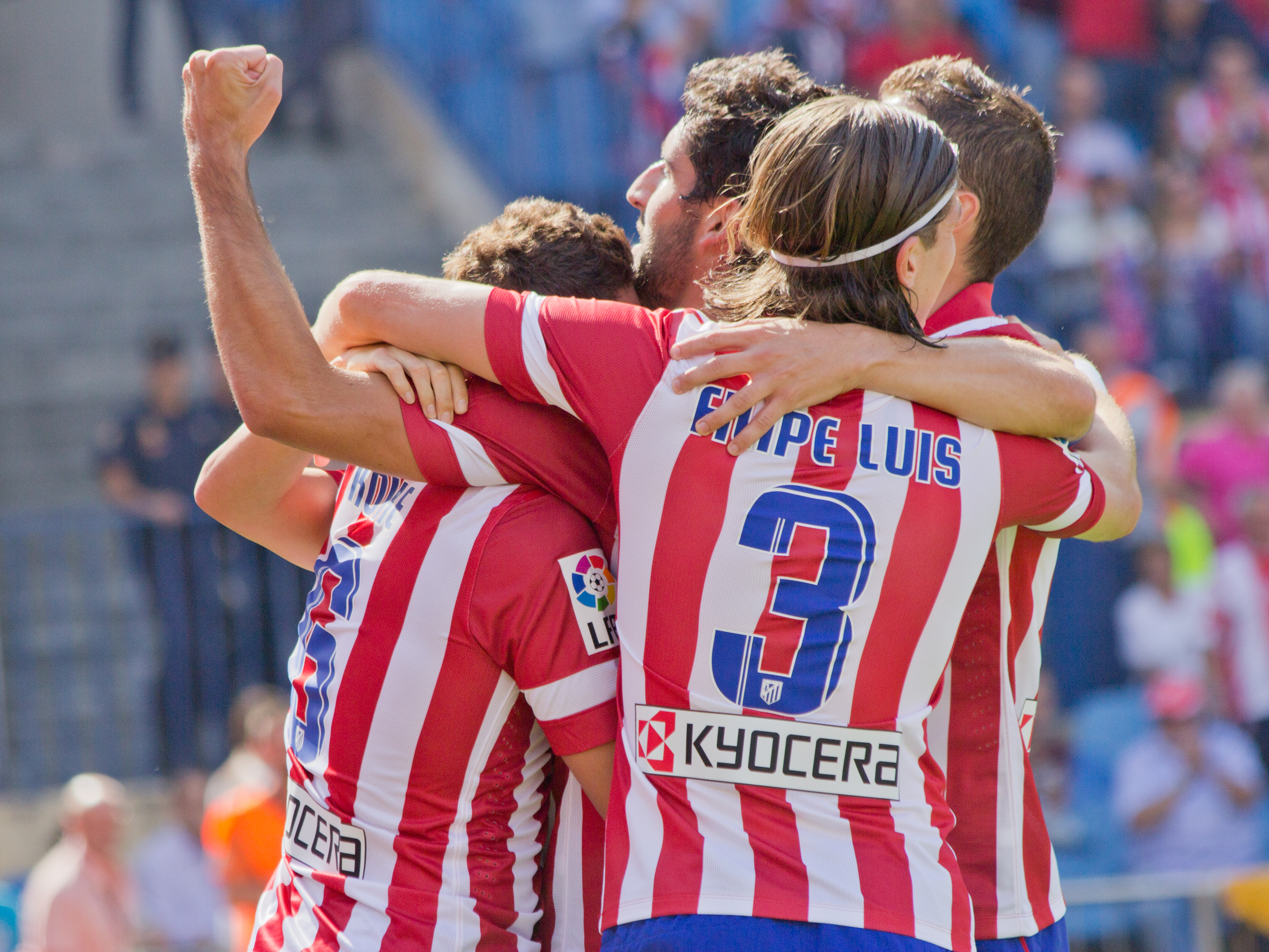
Esultanza di Raúl García

L'andata dei quarti di finale di Champions, si conclude 1-1, rimandando il verdetto alla gara del Calderón. Continua la striscia di successi nella Liga, uno a zero contro il Villarreal, e in occasione della giornata dei bambini si registra il record stagionale di spettatori. Nel ritorno dei quarti di finale l'Atlético centra la qualificazione in semifinale, battendo il Barcellona per uno a zero, a quarant'anni di distanza dall'ultima semifinale disputata appunto nel 1974. In attesa del sorteggio delle semifinali, l'Atlético è l'unica squadra a essere imbattuta nel corso del torneo. L'11 aprile l'urna di Nyon pesca il Chelsea come avversario dei Colchoneros.
L'anticipo prepasquale di campionato conferma ancora l'Atlético al primo posto, che batte l'Elche 2-0 e il gol di Diego Costa al minuto 91 è il nº 109 della squadra in stagione. Un altro record lo stabilisce il portiere Courtois protagonista di 26 partite su 49 senza subire reti. In campionato l'Atlético torna a espugnare il Mestalla dopo undici anni, inanellando la nona vittoria consecutiva e la sesta partita senza subire reti. Inoltre, con 88 punti, realizza il nuovo record societario di punti in Primera División. Il 30 aprile, dopo 40 anni, l'Atlético approda in finale di Champions League. Il Chelsea viene sconfitto in casa per tre reti a una; in gol anche l'ex Fernando Torres che non esulta per rispetto nei confronti dell'ex squadra. Ad attendere i Colchoneros nello stadio da Luz di Lisbona ci saranno i concittadini del Real Madrid.

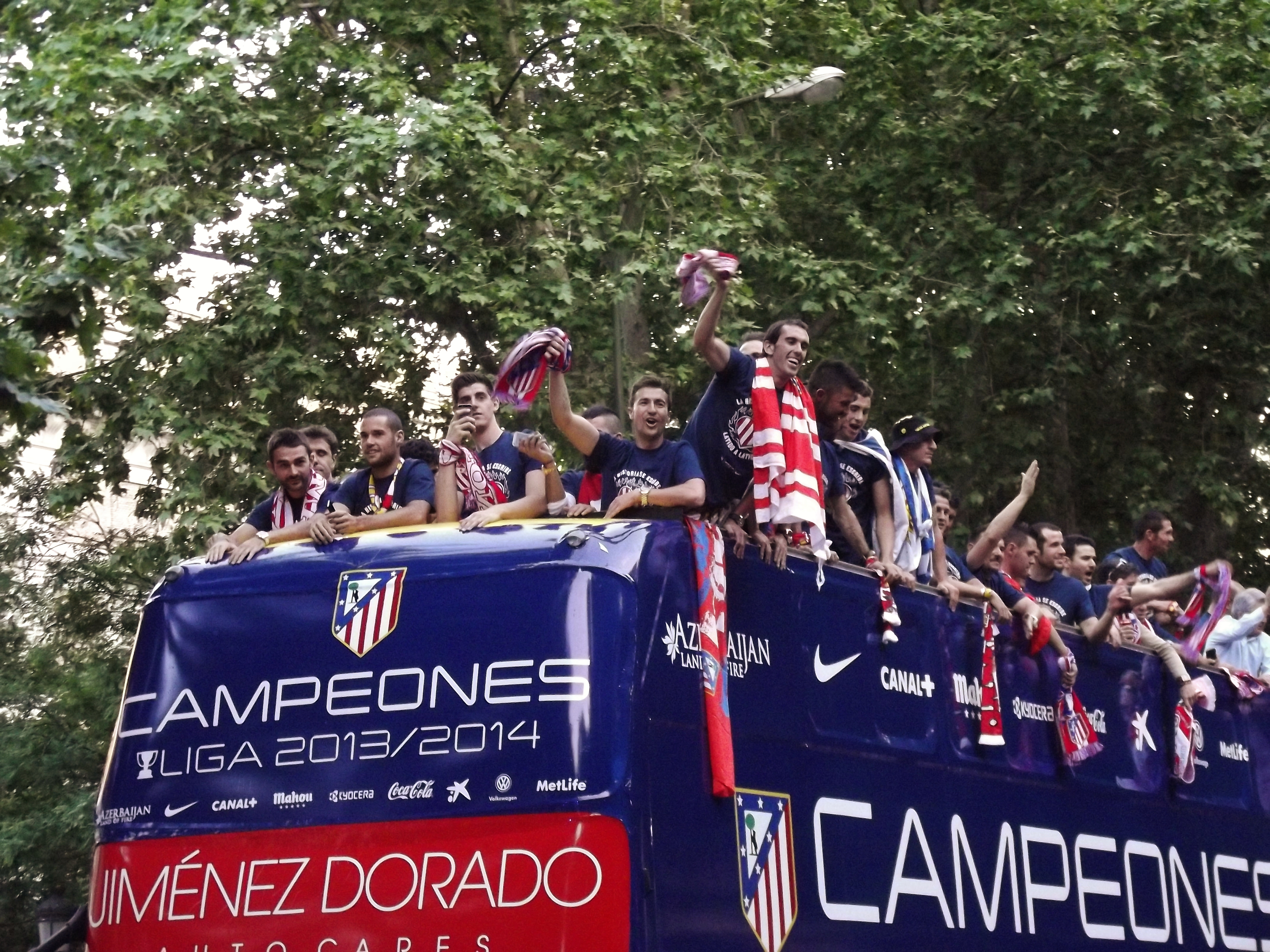
Celebrazione per la vittoria della Liga

Il 4 maggio, in campionato, l'Atlético complica la sua cavalcata verso la vittoria perdendo 2-0 a Valencia col Levante, interrompendo così una striscia positiva di 10 partite (un pareggio e nove vittorie). Il 17 maggio 2014 l'Atlético conquista il suo decimo scudetto dopo il pareggio per 1-1 contro il Barcellona. Il 24 maggio a Lisbona, l'Atlético dice addio ai propri sogni di gloria arrendendosi in finale ai concittadini del Real Madrid, perdendo 4-1 dopo i tempi supplementari.
La stagione si conclude con diversi record stabiliti, tra cui il numero di gol realizzati ossia 116 e le nove vittorie consecutive in Liga dalla 27ª alla 35ª giornata. La squadra, inoltre, ha vinto ben tredici partite in trasferta ed è rimasta imbattuta al Calderón. Tra i trofei individuali c'è il secondo Zamora per Courtois, che subisce appena 24 gol in 37 partite, e il titolo di miglior marcatore di nazionalità spagnola, con 27 reti, di Diego Costa.

## Maglie e sponsor

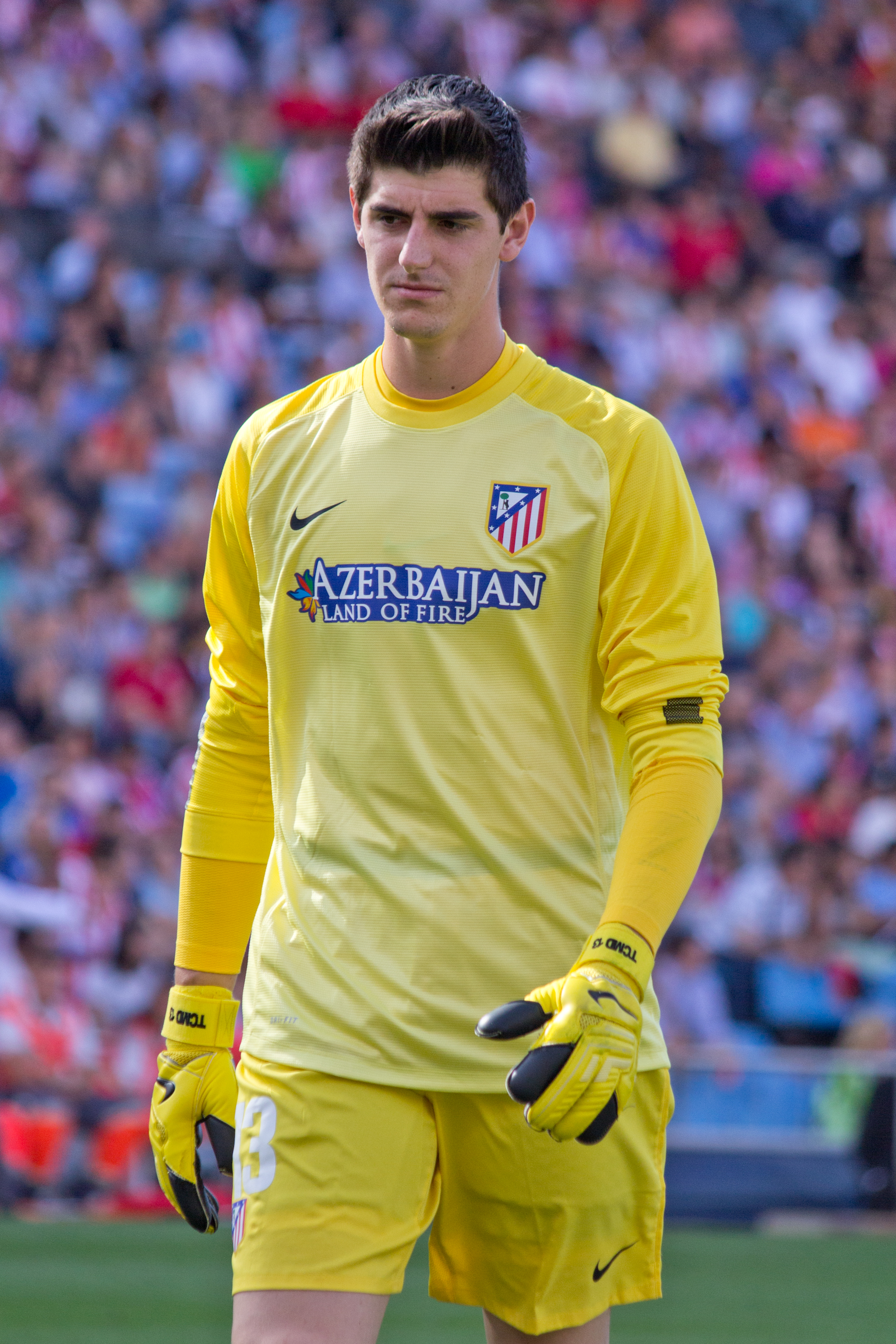
Thibaut Courtois, vincitore del trofeo Zamora

Lo sponsor tecnico per la stagione 2013-2014 è per il 13º anno consecutivo Nike. Così come l'anno precedente, lo sponsor ufficiale è Ministero del Turismo dell'Azerbaigian.
La prima maglia, rispetto alla stagione precedente, presenta le maniche completamente rosse tagliate orizzontalmente da una striscia bianca e il colletto rosso pronunciato, con triangolino blu. I pantaloncini sono sempre blu, ma con una strisciolina rossa verticale lungo tutto la coscia. I calzettoni sono sempre completamente rossi, ma come per le maniche, anch'essi tagliati orizzontalmente da una striscia bianca.
La seconda maglia, invece, varia completamente da quella della stagione 2012-2013. Essa presenta una livrea giallo ocra, con maniche blu scuro dai bordini gialli. Non ha colletto, ma solo il girocollo blu. I pantaloncini sono blu scuro e, come per la prima maglia, hanno una strisciolina gialla verticale lungo tutto la coscia. I calzettoni sono gialli, con i bordi doppi blu.
Per quanto riguarda la divisa del portiere, la prima è interamente gialla, con striature di blu lungo i fianchi e parte delle maniche; la seconda è completamente blu; la terza è tutta verde, con i gomiti bianchi.
|  | Casa |  | Trasferta |

## Organigramma societario
Dal sito internet ufficiale della società.
Area direttiva
- Presidente: Enrique Cerezo

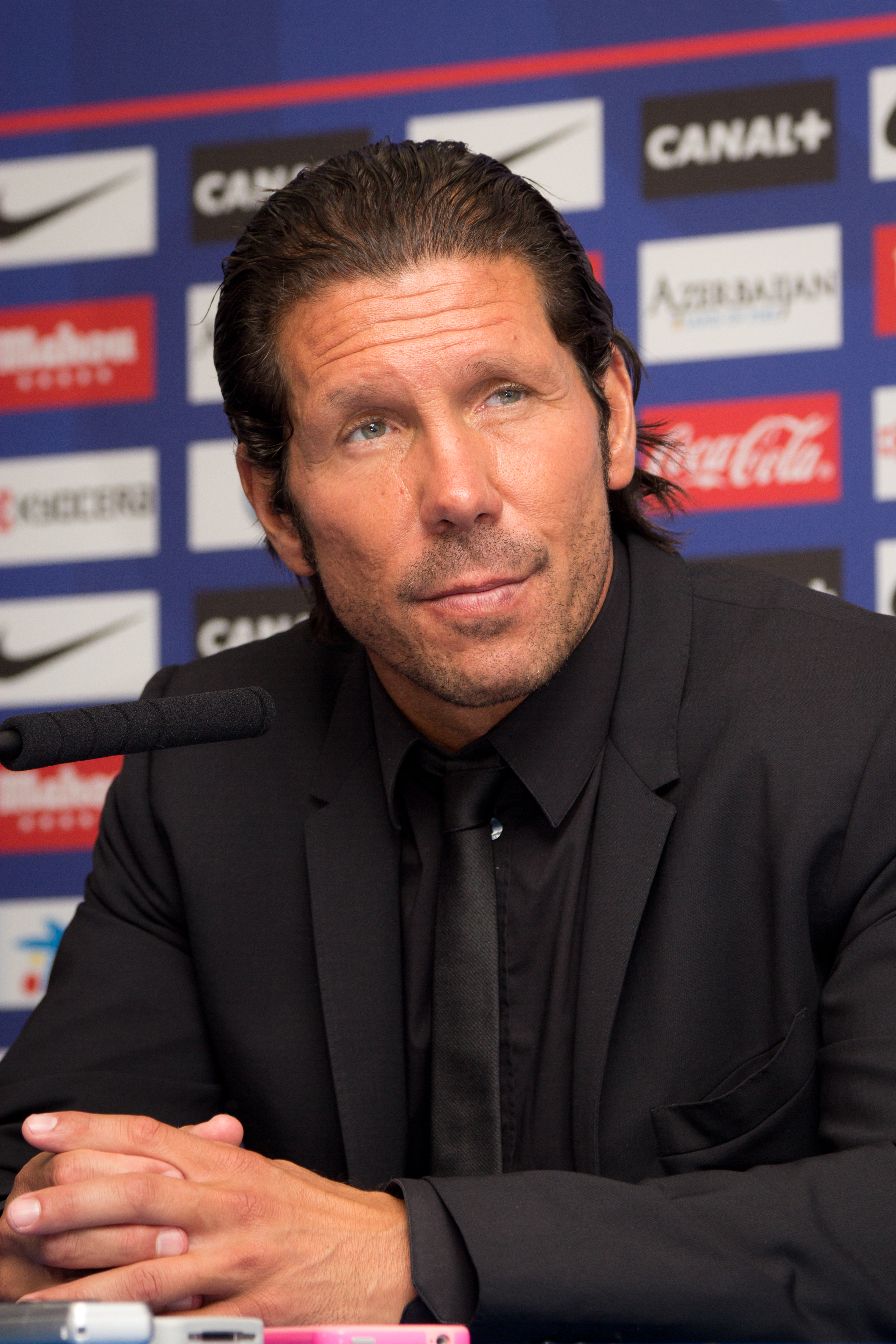
L'allenatore Diego Pablo Simeone alla terza stagione sulla panchina

- Amministratore delegato: Miguel Ángel Gil Marín

Area tecnica
- Allenatore: Diego Simeone
- Allenatore in seconda: Germán Burgos
- Preparatori atletici: Óscar Ortega, Carlos Menéndez
- Preparatore dei portieri: Pablo Vercellone
- Allenatore in terza: Juan Vizcaíno

Area sanitaria
- Responsabile: José María Villalón
- Infermiere: Gorka de Abajo
- Fisioterapisti: Esteban Arévalo, David Loras, Jesús Vázquez
- Massaggiatore: Óscar Pitillas

Area ausiliare
- Magazzinieri: Cristian Bautista, Dimcho Pilichev

## Rosa
Rosa, numerazione e ruoli, tratti dal sito ufficiale, sono aggiornati al 31 gennaio 2014.

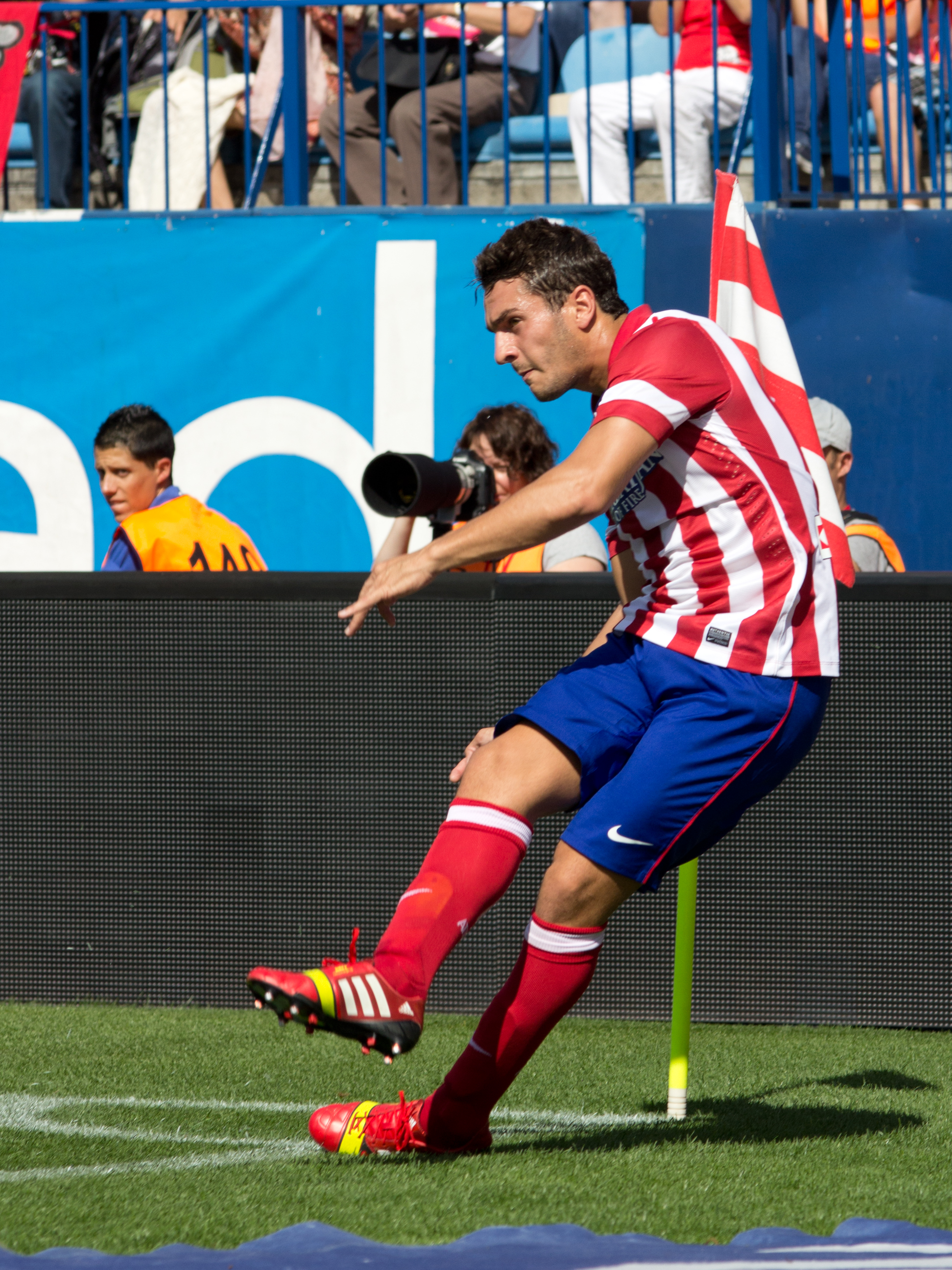
Koke, con 58 gettoni, è stato il calciatore con più presenze in stagione

| N. |                       | Ruolo | Calciatore         |
| -- | --------------------- | ----- | ------------------ |
| 1  | Spagna (bandiera)     | P     | Daniel Aranzubía   |
| 2  | Uruguay (bandiera)    | D     | Diego Godín        |
| 3  | Brasile (bandiera)    | D     | Filipe Luis        |
| 4  | Spagna (bandiera)     | C     | Mario Suarez       |
| 5  | Portogallo (bandiera) | C     | Tiago              |
| 6  | Spagna (bandiera)     | C     | Koke               |
| 7  | Spagna (bandiera)     | A     | Adrián             |
| 8  | Spagna (bandiera)     | C     | Raúl García        |
| 9  | Spagna (bandiera)     | A     | David Villa        |
| 10 | Turchia (bandiera)    | C     | Arda Turan         |
| 11 | Uruguay (bandiera)    | A     | Cristian Rodríguez |
| 12 | Belgio (bandiera)     | D     | Toby Alderweireld  |
| 13 | Belgio (bandiera)     | P     | Thibaut Courtois   |

| N. |                      | Ruolo | Calciatore        |
| -- | -------------------- | ----- | ----------------- |
| 14 | Spagna (bandiera)    | C     | Gabi              |
| 15 | Francia (bandiera)   | C     | Josuha Guilavogui |
| 16 | Spagna (bandiera)    | C     | Óliver Torres     |
| 17 | Spagna (bandiera)    | D     | Javier Manquillo  |
| 18 | Uruguay (bandiera)   | D     | José Giménez      |
| 19 | Spagna (bandiera)    | A     | Diego Costa ()    |
| 20 | Spagna (bandiera)    | D     | Juanfran          |
| 21 | Brasile (bandiera)   | A     | Léo Baptistão     |
| 21 | Brasile (bandiera)   | C     | Diego             |
| 22 | Argentina (bandiera) | D     | Emiliano Insúa    |
| 23 | Brasile (bandiera)   | D     | João Miranda      |
| 24 | Argentina (bandiera) | D     | Martín Demichelis |
| 24 | Argentina (bandiera) | C     | José Ernesto Sosa |

### Formazione tipo
La squadra di Simeone è stata schierata per lo più col classico 4-4-2, con Raúl García o Arda Turan ad agire nella mediana avversaria quasi a formare un 4-3-1-2.
| Formazione tipo (4-4-2) | Giocatori (presenze)      |
| --- | ------------------------- |
| Courtois Juanfran Godín Miranda Filipe Luís Tiago Gabi Koke Diego Costa Villa Raúl García | Thibaut Courtois (37)     |
| Courtois Juanfran Godín Miranda Filipe Luís Tiago Gabi Koke Diego Costa Villa Raúl García | Juanfran (35)             |
| Courtois Juanfran Godín Miranda Filipe Luís Tiago Gabi Koke Diego Costa Villa Raúl García | Diego Godín (34)          |
| Courtois Juanfran Godín Miranda Filipe Luís Tiago Gabi Koke Diego Costa Villa Raúl García | João Miranda (32)         |
| Courtois Juanfran Godín Miranda Filipe Luís Tiago Gabi Koke Diego Costa Villa Raúl García | Filipe Luís (32)          |
| Courtois Juanfran Godín Miranda Filipe Luís Tiago Gabi Koke Diego Costa Villa Raúl García | Tiago Mendes (23)         |
| Courtois Juanfran Godín Miranda Filipe Luís Tiago Gabi Koke Diego Costa Villa Raúl García | Gabi (36)                 |
| Courtois Juanfran Godín Miranda Filipe Luís Tiago Gabi Koke Diego Costa Villa Raúl García | () Diego Costa (35)       |
| Courtois Juanfran Godín Miranda Filipe Luís Tiago Gabi Koke Diego Costa Villa Raúl García | Koke (36)                 |
| Courtois Juanfran Godín Miranda Filipe Luís Tiago Gabi Koke Diego Costa Villa Raúl García | Raúl García (35)          |
| Courtois Juanfran Godín Miranda Filipe Luís Tiago Gabi Koke Diego Costa Villa Raúl García | David Villa (36)          |
| Courtois Juanfran Godín Miranda Filipe Luís Tiago Gabi Koke Diego Costa Villa Raúl García | Allenatore: Diego Simeone |
| Altri giocatori: Arda Turan (30), Adrián (22), Cristian Rodríguez (20), Mario Suárez Mata (17), José Ernesto Sosa (15), Diego (13), Toby Alderweireld (12), Emiliano Insúa (6), Javier Manquillo (3), Daniel Aranzubía (1), José Giménez (1). |                           |

## Calciomercato
Durante il mercato estivo viene ceduto al Monaco l'asso colombiano Radamel Falcao, autore di 34 reti l'anno precedente, per una cifra vicina ai 60 milioni di euro. Per sostituire la punta viene scelto l'attaccante spagnolo del Barcellona David Villa, acquistato a titolo definitivo per circa 5 milioni.
Nella sessione di mercato invernale l'Atlético si aggiudica le prestazioni del centrocampista argentino Josè Sosa, che arriva in prestito dal Metalist. Nel mercato in uscita il club cede in prestito tre calciatori: Óliver Torres al Villarreal, Josuha Guilavogui al Saint-Étienne e l'attaccante Léo Baptistão al Betis. Il 31 gennaio c'è il ritorno a Madrid di Diego Ribas dal Wolfsburg.

### Sessione estiva(dall'1/7 al 2/9)
| Acquisti | Acquisti          | Acquisti            | Acquisti                    |
| R.       | Nome              | da                  | Modalità                    |
| -------- | ----------------- | ------------------- | --------------------------- |
| P        | Thibaut Courtois  | Chelsea             | prestito                    |
| D        | José Giménez      | Danubio             | definitivo (parametro zero) |
| D        | Martín Demichelis | Malaga              | svincolato                  |
| D        | Toby Alderweireld | Ajax                | definitivo (7 milioni €)    |
| C        | Josuha Guilavogui | Saint-Étienne       | definitivo (10 milioni €)   |
| A        | Léo Baptistão     | Rayo Vallecano      | definitivo (7 milioni €)    |
| A        | David Villa       | Barcellona          | definitivo (5.1 milioni €)  |
| P        | Daniel Aranzubía  | Deportivo La Coruña | definitivo (parametro zero) |

| Cessioni | Cessioni          | Cessioni            | Cessioni                  |
| R.       | Nome              | a                   | Modalità                  |
| -------- | ----------------- | ------------------- | ------------------------- |
| P        | Sergio Asenjo     | Villarreal          | prestito                  |
| D        | Silvio            | Benfica             | prestito                  |
| D        | Leandro Cabrera   | Real Saragozza      | prestito                  |
| D        | Martín Demichelis | Manchester City     | definitivo (5 milioni €)  |
| A        | Borja González    | Deportivo La Coruña | prestito                  |
| A        | Radamel Falcao    | Monaco              | definitivo (60 milioni €) |

### Sessione invernale(dal 3/1 al 31/1)
| Acquisti | Acquisti             | Acquisti  | Acquisti |
| R.       | Nome                 | da        | Modalità |
| -------- | -------------------- | --------- | -------- |
| C        | José Ernesto Sosa    | Metalist  | prestito |
| C        | Diego Ribas da Cunha | Wolfsburg | prestito |

| Cessioni | Cessioni          | Cessioni      | Cessioni |
| R.       | Nome              | a             | Modalità |
| -------- | ----------------- | ------------- | -------- |
| C        | Óliver Torres     | Villarreal    | prestito |
| C        | Josuha Guilavogui | Saint-Étienne | prestito |
| A        | Léo Baptistão     | Betis         | prestito |

## Risultati

### Primera División

#### Girone di andata
| Arbitro: | Clos Gomez |

|             |           |                                         |
| Perotti 37’ | Marcatori | 35’, 79’ Diego Costa 90+2’ C. Rodriguez |

| Arbitro: | Iglesias Villanueva |

|                                                         |           |  |
| Raúl García 17’, 90’ Diego Costa 21’ Arda 35’ Tiago 53’ | Marcatori |  |

| Arbitro: | Miguel Ayza |

|                 |           |                    |
| Xabi Prieto 69’ | Marcatori | 27’ Villa 56’ Koke |

| Arbitro: | González González |

|                                                            |           |                    |
| Villa 15’ Diego Costa 37’ (rig.) Tiago 64’ Raúl García 67’ | Marcatori | 40’ Rios 90’ Vidal |

| Arbitro: | Alfonso Álvarez |

|  |           |                                 |
|  | Marcatori | 56’ Raúl García 72’ Diego Costa |

| Arbitro: | Estrada Fernández |

|                      |           |           |
| Diego Costa 18’, 25’ | Marcatori | 42’ Riera |

| Arbitro: | Mateu Lahoz |

|  |           |                 |
|  | Marcatori | 11’ Diego Costa |

| Arbitro: | Undiano Mallenco |

|                      |           |            |
| Diego Costa 43’, 62’ | Marcatori | 71’ Nolito |

| Arbitro: | Fernández Borbalán |

|                     |           |  |
| Courtois 53’ (aut.) | Marcatori |  |

| Arbitro: | Juan Martínez |

|                                                     |           |  |
| Óliver 1’ Villa 52’, 56’ Diego Costa 65’ Gabi 90+2’ | Marcatori |  |

| Arbitro: | González González |

|            |           |                                         |
| Ighalo 90’ | Marcatori | 38’ (rig.) Diego Costa 78’ (rig.) Villa |

| Arbitro: | F. Teixeira Vitienes |

|                           |           |  |
| Villa 33’ Diego Costa 41’ | Marcatori |  |

| Arbitro: | Pérez Montero |

|          |           |                 |
| Uche 79’ | Marcatori | 2’ (aut.) Mario |

| Arbitro: | Clos Gomez |

|                                                                                  |           |  |
| Raúl García 26’, 52’ Lopo 37’ (aut.) Villa 49’, 78’ Diego Costa 69’ Adrián 90+3’ | Marcatori |  |

| Arbitro: | Delgado Ferreiro |

|  |           |                          |
|  | Marcatori | 63’ Koke 74’ Diego Costa |

| Arbitro: | Fernández Borbalán |

|                                             |           |  |
| Diego Costa 59’, 81’ (rig.) Raúl García 64’ | Marcatori |  |

| Arbitro: | González González |

|                                       |           |                        |
| Godín 30’ Diego Costa 47’, 77’ (rig.) | Marcatori | 2’ Ivanschitz 56’ Ríos |

| Arbitro: | J. A. Teixeira Vitienes |

|  |           |          |
|  | Marcatori | 70’ Koke |

| Madrid 11 gennaio 2014, ore 20:00 CET 19ª giornata | Atlético Madrid | 0 – 0 referto | Barcellona | Vicente Calderón (54 800 spett.)\| Arbitro: \| Mateu Lahoz \| |
| Arbitro:                                           | Mateu Lahoz     |               |            |                                                               |

#### Girone di ritorno
| Arbitro: | Hernández Hernández |

|           |           |                    |
| Villa 18’ | Marcatori | 73’ (rig.) Rakitić |

| Arbitro: | Undiano Mallenco |

|                        |           |                                        |
| Viera 39’ Larrivey 75’ | Marcatori | 8’ Villa 30’, 44’ Arda 74’ (aut.) Saúl |

| Arbitro: | Estrada Fernández |

|                                                 |           |  |
| Villa 38’ Diego Costa 72’ Miranda 74’ Diego 87’ | Marcatori |  |

| Arbitro: | F. Teixeira Vitienes |

|                       |           |  |
| Verza 80’, 86’ (rig.) | Marcatori |  |

| Arbitro: | Prieto Iglesias |

|                                         |           |  |
| Raúl García 3’ Diego Costa 4’ Godín 74’ | Marcatori |  |

| Arbitro: | Martínez Munuera |

|                                     |           |  |
| Cejudo 6’ Armenteros 21’ Torres 42’ | Marcatori |  |

| Arbitro: | Delgado Ferreiro |

|                     |           |                        |
| Koke 28’ Gabi 45+1’ | Marcatori | 3’ Benzema 80’ Ronaldo |

| Arbitro: | Mateu Lahoz |

|  |           |                |
|  | Marcatori | 62’, 64’ Villa |

| Arbitro: | Pérez Montero |

|                 |           |  |
| Diego Costa 55’ | Marcatori |  |

| Arbitro: | Estrada Fernández |

|  |           |                          |
|  | Marcatori | 58’ Gabi 64’ Diego Costa |

| Arbitro: | Martínez Munuera |

|                 |           |  |
| Diego Costa 63’ | Marcatori |  |

| Arbitro: | J. A. Teixeira Vitienes |

|            |           |                          |
| Muniain 6’ | Marcatori | 22’ Diego Costa 55’ Koke |

| Arbitro: | Gil Manzano |

|                 |           |  |
| Raúl García 14’ | Marcatori |  |

| Arbitro: | Fernández Borbalán |

|  |           |                           |
|  | Marcatori | 22’ Godín 84’ Diego Costa |

| Arbitro: | Clos Gómez |

|                                      |           |  |
| Miranda 72’ Diego Costa 90+1’ (rig.) | Marcatori |  |

| Arbitro: | Undiano Mallenco |

|  |           |                 |
|  | Marcatori | 43’ Raúl García |

| Arbitro: | González González |

|                                  |           |  |
| Filipe Luís 7’ (aut.) Barral 69’ | Marcatori |  |

| Arbitro: | J. A. Teixeira Vitienes |

|                  |           |          |
| Alderweireld 74’ | Marcatori | 65’ Samu |

| Arbitro: | Mateu Lahoz |

|            |           |           |
| Alexis 34’ | Marcatori | 49’ Godín |

### Coppa del Re
| Arbitro: | Undiano Mallenco |

|  |           |                                         |
|  | Marcatori | 13’ Raúl García 21’, 56’ Arda 84’ Villa |

| Arbitro: | Martínez Munuera |

|                               |           |                  |
| Héctor 78’ Alderweireld 90+2’ | Marcatori | 14’ J. Rodriguez |

| Arbitro: | Clos Gómez |

|                  |           |                 |
| H. Postiga 90+2’ | Marcatori | 71’ Raúl García |

| Arbitro: | Estrada Fernández |

|                           |           |  |
| Godín 51’ Raúl García 89’ | Marcatori |  |

| Arbitro: | Fernández Borbalán |

|           |           |  |
| Godín 41’ | Marcatori |  |

| Arbitro: | Mateu Lahoz |

|            |           |                                 |
| Aduriz 41’ | Marcatori | 55’ Raúl García 86’ Diego Costa |

| Arbitro: | Clos Gómez |

|                                |           |  |
| Pepe 17’ Jesé 57’ Di María 73’ | Marcatori |  |

| Arbitro: | Undiano Mallenco |

|  |           |                               |
|  | Marcatori | 6’ (rig.), 15’ (rig.) Ronaldo |

### UEFA Champions League

#### Fase a gironi
| Arbitro: | Collum |

|                                    |           |          |
| Miranda 40’ Arda 64’ Baptistão 80’ | Marcatori | 58’ Hulk |

| Arbitro: | Webb |

|                |           |                    |
| Jackson M. 16’ | Marcatori | 58’ Godín 86’ Arda |

| Arbitro: | Orsato |

|  |           |                                     |
|  | Marcatori | 8’ Raúl García 20’, 53’ Diego Costa |

| Arbitro: | Vad |

|                                                             |           |  |
| Miranda 11’ Raúl García 25’ Filipe Luis 45’ Diego Costa 82’ | Marcatori |  |

| Arbitro: | Atkinson |

|                         |           |            |
| Alderweireld 74’ (aut.) | Marcatori | 53’ Adrián |

| Arbitro: | Aytekin |

|                                 |           |  |
| Raúl García 14’ Diego Costa 37’ | Marcatori |  |

#### Fase a eliminazione diretta
| Arbitro: | Proença |

|  |           |                 |
|  | Marcatori | 83’ Diego Costa |

| Arbitro: | Clattenburg |

|                                              |           |          |
| Diego Costa 3’, 85’ Arda 40’ Raúl García 71’ | Marcatori | 27’ Kaká |

| Arbitro: | Brych |

|            |           |           |
| Neymar 71’ | Marcatori | 56’ Diego |

| Arbitro: | Webb |

|         |           |  |
| Koke 5’ | Marcatori |  |

| Madrid 23 aprile 2014, ore 20:45 CEST Semifinale – Andata | Atlético Madrid | 0 – 0 referto | Chelsea | Vicente Calderón (52 560 spett.)\| Arbitro: \| Eriksson \| |
| Arbitro:                                                  | Eriksson        |               |         |                                                            |

| Arbitro: | Rizzoli |

|               |           |                                            |
| F. Torres 36’ | Marcatori | 44’ Adrián 60’ (rig.) Diego Costa 72’ Arda |

| Arbitro: | Kuipers |

|                                                               |           |           |
| Sergio Ramos 90+3’ Bale 110’ Marcelo 118’ Ronaldo 120’ (rig.) | Marcatori | 36’ Godín |

### Supercoppa di Spagna
| Arbitro: | Undiano Mallenco |

|           |           |            |
| Villa 12’ | Marcatori | 66’ Neymar |

| Barcellona 28 agosto 2013, ore 23:00 CEST Ritorno | Barcellona         | 0 – 0 referto | Atlético Madrid | Camp Nou (74 536 spett.)\| Arbitro: \| Fernández Borbalán \| |
| Arbitro:                                          | Fernández Borbalán |               |                 |                                                              |

## Statistiche

### Statistiche di squadra
| Competizione          | Punti | In casa | In casa | In casa | In casa | In casa | In casa | In trasferta | In trasferta | In trasferta | In trasferta | In trasferta | In trasferta | Totale | Totale | Totale | Totale | Totale | Totale | DR  |
| Competizione          | Punti | G       | V       | N       | P       | Gf      | Gs      | G            | V            | N            | P            | Gf           | Gs           | G      | V      | N      | P      | Gf     | Gs     | DR  |
| --------------------- | ----- | ------- | ------- | ------- | ------- | ------- | ------- | ------------ | ------------ | ------------ | ------------ | ------------ | ------------ | ------ | ------ | ------ | ------ | ------ | ------ | --- |
| Liga BBVA             | 90    | 19      | 15      | 4       | 0       | 48      | 9       | 19           | 13           | 2            | 4            | 28           | 16           | 38     | 28     | 6      | 4      | 77     | 26     | +51 |
| Coppa del Re          | -     | 4       | 3       | 0       | 1       | 5       | 3       | 4            | 2            | 1            | 1            | 7            | 5            | 8      | 5      | 1      | 2      | 12     | 8      | +4  |
| UEFA Champions League | 16    | 6       | 5       | 1       | 0       | 14      | 2       | 6            | 4            | 2            | 0            | 11           | 4            | 13     | 9      | 3      | 1      | 26     | 10     | +16 |
| Supercopa de España   | -     | 1       | 0       | 1       | 0       | 1       | 1       | 1            | 0            | 1            | 0            | 0            | 0            | 2      | 0      | 2      | 0      | 1      | 1      | 0   |
| Totale                | -     | 30      | 23      | 6       | 1       | 69      | 16      | 30           | 19           | 6            | 5            | 46           | 25           | 61     | 42     | 12     | 7      | 116    | 45     | +71 |

### Andamento in campionato
| Giornata  | 1 | 2 | 3 | 4 | 5 | 6 | 7 | 8 | 9 | 10 | 11 | 12 | 13 | 14 | 15 | 16 | 17 | 18 | 19 | 20 | 21 | 22 | 23 | 24 | 25 | 26 | 27 | 28 | 29 | 30 | 31 | 32 | 33 | 34 | 35 | 36 | 37 | 38 |
| --------- | - | - | - | - | - | - | - | - | - | -- | -- | -- | -- | -- | -- | -- | -- | -- | -- | -- | -- | -- | -- | -- | -- | -- | -- | -- | -- | -- | -- | -- | -- | -- | -- | -- | -- | -- |
| Luogo     | T | C | T | C | T | C | T | C | T | C  | T  | C  | T  | C  | T  | C  | C  | T  | C  | C  | T  | C  | T  | C  | T  | C  | T  | C  | T  | C  | T  | C  | T  | C  | T  | T  | C  | T  |
| Risultato | V | V | V | V | V | V | V | V | P | V  | V  | V  | N  | V  | V  | V  | V  | V  | N  | N  | V  | V  | P  | V  | P  | N  | V  | V  | V  | V  | V  | V  | V  | V  | V  | P  | N  | N  |
| Posizione | 1 | 1 | 1 | 1 | 1 | 1 | 1 | 1 | 2 | 2  | 2  | 2  | 2  | 2  | 1  | 1  | 1  | 1  | 1  | 1  | 1  | 1  | 1  | 1  | 2  | 3  | 2  | 2  | 1  | 1  | 1  | 1  | 1  | 1  | 1  | 1  | 1  | 1  |

Fonte:  Liga – Classifiche, su sport.sky.it, sport.sky.it (archiviato dall'url originale il 12 marzo 2014).
Legenda:

Luogo: C = Casa; T = Trasferta. Risultato: V = Vittoria; N = Pareggio; P = Sconfitta.

### Statistiche dei giocatori
Sono in corsivo i calciatori che hanno lasciato la società a stagione in corso.
| Giocatore       | Primera División | Primera División | Primera División | Primera División | Coppa di Spagna | Coppa di Spagna | Coppa di Spagna | Coppa di Spagna | Champions League | Champions League | Champions League | Champions League | Supercoppa di Spagna | Supercoppa di Spagna | Supercoppa di Spagna | Supercoppa di Spagna | Totale   | Totale | Totale      | Totale     |
| Giocatore       | Presenze         | Reti             | Ammonizioni      | Espulsioni       | Presenze        | Reti            | Ammonizioni     | Espulsioni      | Presenze         | Reti             | Ammonizioni      | Espulsioni       | Presenze             | Reti                 | Ammonizioni          | Espulsioni           | Presenze | Reti   | Ammonizioni | Espulsioni |
| --------------- | ---------------- | ---------------- | ---------------- | ---------------- | --------------- | --------------- | --------------- | --------------- | ---------------- | ---------------- | ---------------- | ---------------- | -------------------- | -------------------- | -------------------- | -------------------- | -------- | ------ | ----------- | ---------- |
| Adrián          | 22               | 1                | 0                | 0                | 7               | 0               | 0               | 0               | 9                | 2                | 2                | 0                | 1                    | 0                    | 0                    | 0                    | 39       | 3      | 2           | 0          |
| T. Alderweireld | 12               | 1                | 0                | 0                | 6               | 1               | 0               | 0               | 4                | 0                | 1                | 0                | 0                    | 0                    | 0                    | 0                    | 22       | 2      | 1           | 0          |
| Arda Turan      | 30               | 3                | 8                | 0                | 5               | 2               | 1               | 0               | 9                | 3                | 1                | 0                | 2                    | 0                    | 0                    | 1                    | 46       | 8      | 10          | 1          |
| D. Aranzubía    | 1                | -1               | 0                | 1                | 3               | -3              | 0               | 0               | 1                | 0                | 1                | 0                | 0                    | 0                    | 0                    | 0                    | 5        | -4     | 1           | 1          |
| T. Courtois     | 37               | -24              | 1                | 0                | 5               | -5              | 0               | 0               | 12               | -10              | 0                | 0                | 2                    | -1                   | 0                    | 0                    | 56       | -40    | 1           | 0          |
| Diego           | 13               | 1                | 2                | 0                | 2               | 0               | 1               | 0               | 4                | 1                | 1                | 0                | 0                    | 0                    | 0                    | 0                    | 19       | 2      | 4           | 0          |
| Diego Costa     | 35               | 27               | 7                | 0                | 6               | 1               | 3               | 0               | 9                | 8                | 2                | 0                | 2                    | 0                    | 1                    | 0                    | 52       | 36     | 13          | 0          |
| Filipe Luis     | 32               | 0                | 6                | 1                | 5               | 0               | 0               | 0               | 10               | 1                | 0                | 0                | 2                    | 0                    | 1                    | 1                    | 49       | 1      | 7           | 2          |
| Gabi            | 36               | 3; -1            | 11               | 0                | 7               | 0               | 1               | 0               | 12               | 0                | 4                | 0                | 2                    | 0                    | 1                    | 0                    | 57       | 3; -1  | 17          | 0          |
| J. Giménez      | 1                | 0                | 0                | 0                | 1               | 0               | 0               | 0               | 0                | 0                | 0                | 0                | 0                    | 0                    | 0                    | 0                    | 2        | 0      | 0           | 0          |
| D. Godín        | 33               | 4                | 11               | 0                | 5               | 2               | 1               | 0               | 10               | 2                | 2                | 0                | 2                    | 0                    | 1                    | 0                    | 50       | 8      | 15          | 0          |
| J. Guilavogui   | 1                | 0                | 0                | 0                | 4               | 0               | 0               | 0               | 2                | 0                | 0                | 0                | 0                    | 0                    | 0                    | 0                    | 7        | 0      | 0           | 0          |
| Héctor          | 0                | 0                | 0                | 0                | 1               | 1               | 0               | 0               | 0                | 0                | 0                | 0                | 0                    | 0                    | 0                    | 0                    | 1        | 1      | 0           | 0          |
| E. Insúa        | 6                | 0                | 0                | 0                | 4               | 0               | 0               | 0               | 4                | 0                | 2                | 0                | 0                    | 0                    | 0                    | 0                    | 14       | 0      | 2           | 0          |
| Juanfran        | 35               | 0                | 6                | 1                | 6               | 0               | 2               | 0               | 12               | 0                | 5                | 0                | 2                    | 0                    | 1                    | 0                    | 55       | 0      | 14          | 1          |
| Koke            | 36               | 5                | 6                | 0                | 7               | 0               | 2               | 0               | 13               | 1                | 3                | 0                | 2                    | 0                    | 1                    | 0                    | 58       | 6      | 12          | 0          |
| Léo Baptistão   | 5                | 0                | 0                | 0                | 1               | 0               | 0               | 0               | 2                | 1                | 0                | 0                | 2                    | 0                    | 0                    | 0                    | 10       | 1      | 0           | 0          |
| J. Manquillo    | 2                | 0                | 1                | 0                | 3               | 0               | 0               | 0               | 1                | 0                | 0                | 0                | 0                    | 0                    | 0                    | 0                    | 6        | 0      | 1           | 0          |
| Mario           | 16               | 0                | 6                | 0                | 1               | 0               | 0               | 0               | 5                | 0                | 1                | 0                | 2                    | 0                    | 1                    | 0                    | 24       | 0      | 8           | 0          |
| J. Miranda      | 32               | 2                | 5                | 0                | 6               | 0               | 2               | 0               | 12               | 2                | 2                | 0                | 2                    | 0                    | 0                    | 0                    | 52       | 4      | 9           | 0          |
| Óliver          | 7                | 1                | 1                | 0                | 2               | 0               | 0               | 0               | 4                | 0                | 0                | 0                | 1                    | 0                    | 0                    | 0                    | 14       | 1      | 1           | 0          |
| C. Ramos        | 0                | 0                | 0                | 0                | 1               | 0               | 0               | 0               | 0                | 0                | 0                | 0                | 0                    | 0                    | 0                    | 0                    | 1        | 0      | 0           | 0          |
| Raúl García     | 34               | 10               | 10               | 0                | 7               | 4               | 1               | 0               | 12               | 4                | 3                | 0                | 0                    | 0                    | 0                    | 0                    | 53       | 18     | 14          | 0          |
| C. Rodríguez    | 20               | 1                | 2                | 0                | 7               | 0               | 1               | 0               | 10               | 0                | 0                | 0                | 2                    | 0                    | 0                    | 0                    | 39       | 1      | 3           | 0          |
| J. Sosa         | 15               | 0                | 0                | 0                | 4               | 0               | 0               | 0               | 5                | 0                | 1                | 0                | 0                    | 0                    | 0                    | 0                    | 24       | 0      | 1           | 0          |
| Tiago           | 23               | 2                | 7                | 0                | 3               | 0               | 0               | 0               | 7                | 0                | 1                | 0                | 0                    | 0                    | 0                    | 0                    | 33       | 2      | 8           | 0          |
| D. Villa        | 36               | 13               | 2                | 0                | 2               | 1               | 0               | 0               | 7                | 0                | 1                | 0                | 2                    | 1                    | 0                    | 0                    | 47       | 15     | 3           | 0          |